# Paulay Ödön
Paulay Ödön (Laskafalu (Baranya megye), 1857. november 15. – Pécs, 1907. szeptember 27.) főreáliskolai tanár.

## Élete
Paulay József királyi postamester és Klein Jozefa fia. Középiskoláit Baján, egyetemi tanulmányait Budapesten végezte. 1888-ban tett tanári vizsgálatot, 1887-88-ban a soproni Csendes-féle gimnáziumban, a kisszebeni kegyesrendi algimnáziumban tanított. 1888-ban a jászberényi katolikus főgimnáziumhoz nevezték ki rendes tanárnak; 1891-ben a soproni állami főreáliskolához és 1892-ben a pécsihez helyezték át, ahol a magyar, német és latin nyelvet tanította. Elhunyt 1907. szeptember 27-én, életének 50-ik, házasságának 17-ik évében. Örök nyugalomra helyezték 1907. szeptember 29-én a pécsi központi temetőben. Neje Viszneky Mária volt.
A Jászberény és Vidékének főmunkatársa volt (1889-1890.); társadalmi és iskolaügyi cikkeket és tárcákat írt a lapba.

## Munkái
- A Zrinyiász bevezetése. Szépt. tanulm. Bpest. 1885.
- A magyar nemzeti irodalomtörténelem rendszeres áttekintése. Középiskolai segédkönyvül és magánhasználatra. Uo. 1891. (Barla Kálmánnal együtt).
- Módszeres német nyelvtan, olvasó s gyakorlókönyv I. kötet a középiskolák kezdő osztályai számára. II. k. a gymnasium V., VI. és reáliskolák III-IV. osztályai számára. Ugyanott, 1899. (Hirn Lajossal együtt. 2. jav. kiadás. A középiskolák, valamint a polgári fiú- és leány-, továbbá felsőbb leányiskolák kezdő osztályai számára. Uo. 1902.).
- Betűrendes szótár a Hirn-Paulay-féle Német olvasókönyv I. és II. kötetéhez. Uo. 1900.
- Német nyelvtan mondattani alapon. Uo. 1900.
- Német olvasókönyv a gymnasium V., VI., a reáliskolák III., IV. osztályai számára. Uo. 1900.
- Német retorikai és poetikai olvasókönyv. Uo. 1904. (Az 5-7. sz. munkákat is Hirn Lajossal együtt írták.)